# Trofeo Alfredo Binda-Comune di Cittiglio 2019
Trofeo Alfredo Binda-Comune di Cittiglio 2019 var den 44. udgave af cykelløbet Trofeo Alfredo Binda-Comune di Cittiglio. Løbet var en del af UCI Women's World Tour og blev arrangeret 24. marts 2019. Løbet blev vundet af hollandske Marianne Vos fra CCC-Liv.

## Hold og ryttere
| UCI Women's Teams (22)- Alé Cipollini - Aromitalia Vaiano - Astana Women's - BePink - Bigla - Boels Dolmans - BTC City Ljubljana - Canyon-SRAM Racing - CCC-Liv - Eurotarget-Bianchi-Vitasana - FDJ-Nouvelle Aquitaine-Futuroscope - Mitchelton-Scott - Movistar Team - Parkhotel Valkenburg-Destil - Servetto-Piumate-Beltrami TSA - Sunweb Women - Tibco-Silicon Valley Bank - Top Girls Fassa Bortolo - Trek-Segafredo - Valcar Cylance - Virtu Cycling Women - WNT-Rotor Pro Cycling |
| |

### Danske ryttere
- Cecilie Uttrup Ludwig kørte for Bigla Pro Cycling
- Louise Norman Hansen kørte for Team Virtu Cycling

## Resultater
| \| Samlede stilling \| Samlede stilling \| Samlede stilling \| Samlede stilling \| Samlede stilling \| \| Rytter \| Rytter \| Hold \| Tid \| \| \| ---------------- \| --------------------- \| ---------------------------------- \| ---------------- \| ---------------- \| \| 1. \| Marianne Vos \| CCC-Liv \| 3t 27' 03" \| \| \| 2. \| Amanda Spratt \| Mitchelton-Scott \| + 0" \| \| \| 3. \| Cecilie Uttrup Ludwig \| Bigla \| + 0" \| \| \| 4. \| Anastasia Chursina \| BTC City Ljubljana \| + 0" \| \| \| 5. \| Elena Cecchini \| Canyon-SRAM Racing \| + 1" \| \| \| 6. \| Katarzyna Niewiadoma \| Canyon-SRAM Racing \| + 1" \| \| \| 7. \| Emilia Fahlin \| FDJ-Nouvelle Aquitaine-Futuroscope \| + 1" \| \| \| 8. \| Coryn Rivera \| Sunweb \| + 1" \| \| \| 9. \| Soraya Paladin \| Alé Cipollini \| + 1" \| \| \| 10. \| Erica Magnaldi \| WNT-Rotor Pro Cycling \| + 1" \| \| |                       |                                    |            |
| |                       |                                    |            |
| Kilde: ProCyclingStats |                       |                                    |            |
| Samlede stilling |                       |                                    |            |
| Rytter | Rytter                | Hold                               | Tid        |
| 1. | Marianne Vos          | CCC-Liv                            | 3t 27' 03" |
| 2. | Amanda Spratt         | Mitchelton-Scott                   | + 0"       |
| 3. | Cecilie Uttrup Ludwig | Bigla                              | + 0"       |
| 4. | Anastasia Chursina    | BTC City Ljubljana                 | + 0"       |
| 5. | Elena Cecchini        | Canyon-SRAM Racing                 | + 1"       |
| 6. | Katarzyna Niewiadoma  | Canyon-SRAM Racing                 | + 1"       |
| 7. | Emilia Fahlin         | FDJ-Nouvelle Aquitaine-Futuroscope | + 1"       |
| 8. | Coryn Rivera          | Sunweb                             | + 1"       |
| 9. | Soraya Paladin        | Alé Cipollini                      | + 1"       |
| 10. | Erica Magnaldi        | WNT-Rotor Pro Cycling              | + 1"       |

## Startliste
| Canyon-SRAM Racing CSR | Canyon-SRAM Racing CSR            | Canyon-SRAM Racing CSR |
| ---------------------- | --------------------------------- | ---------------------- |
| Nr.                    | Rytter                            | Placering              |
| 1                      | Katarzyna Niewiadoma (POL)        | 6.                     |
| 2                      | Alena Amjaljusik (BLR) (landevej) | 40.                    |
| 3                      | Hannah Barnes (GBR)               | 54.                    |
| 4                      | Elena Cecchini (ITA)              | 5.                     |
| 5                      | Ella Harris (NZL)                 | 52.                    |
| 6                      | Omer Shapira (ISR) (landevej)     | 46.                    |

| Boels Dolmans DLT | Boels Dolmans DLT              | Boels Dolmans DLT |
| ----------------- | ------------------------------ | ----------------- |
| Nr.               | Rytter                         | Placering         |
| 11                | Chantal Blaak (NED) (landevej) | 11.               |
| 12                | Karol-Ann Canuel (CAN)         | DNF               |
| 13                | Eva Buurman (NED)              | DNF               |
| 14                | Katie Hall (USA)               | 45.               |
| 15                | Skylar Schneider (USA)         | DNF               |
| 16                | Jip van den Bos (NED)          | DNF               |

| Mitchelton-Scott MTS | Mitchelton-Scott MTS | Mitchelton-Scott MTS |
| -------------------- | -------------------- | -------------------- |
| Nr.                  | Rytter               | Placering            |
| 21                   | Amanda Spratt (AUS)  | 2.                   |
| 22                   | Grace Brown (AUS)    | DNF                  |
| 23                   | Gracie Elvin (AUS)   | DNF                  |
| 24                   | Lucy Kennedy (AUS)   | 34.                  |
| 25                   | Sarah Roy (AUS)      | DNF                  |
| 26                   | Jessica Allen (AUS)  | DNF                  |

| CCC-Liv CCC | CCC-Liv CCC                             | CCC-Liv CCC |
| ----------- | --------------------------------------- | ----------- |
| Nr.         | Rytter                                  | Placering   |
| 31          | Marianne Vos (NED)                      | 1.          |
| 32          | Jeanne Korevaar (NED)                   | 48.         |
| 33          | Riejanne Markus (NED)                   | 53.         |
| 34          | Ashleigh Moolman-Pasio (RSA) (landevej) | 12.         |
| 35          | Pauliena Rooijakkers (NED)              | DNF         |

| Trek-Segafredo TFS | Trek-Segafredo TFS            | Trek-Segafredo TFS |
| ------------------ | ----------------------------- | ------------------ |
| Nr.                | Rytter                        | Placering          |
| 41                 | Audrey Cordon-Ragot (FRA)     | DNF                |
| 42                 | Elisa Longo Borghini (ITA)    | 33.                |
| 43                 | Jolanda Neff (SUI) (landevej) | DNF                |
| 44                 | Anna Plichta (POL)            | DNF                |
| 45                 | Tayler Wiles (USA)            | 55.                |
| 46                 | Ruth Winder (USA)             | DNF                |

| Sunweb SUN | Sunweb SUN                     | Sunweb SUN |
| ---------- | ------------------------------ | ---------- |
| Nr.        | Rytter                         | Placering  |
| 51         | Floortje Mackaij (NED)         | 21.        |
| 52         | Georgi Pfeiffer (GBR)          | DNF        |
| 53         | Leah Kirchmann (CAN)           | 32.        |
| 54         | Juliette Labous (FRA)          | DNF        |
| 55         | Liane Lippert (GER) (landevej) | 56.        |
| 56         | Coryn Rivera (USA) (landevej)  | 8.         |

| WNT-Rotor Pro Cycling WNT | WNT-Rotor Pro Cycling WNT | WNT-Rotor Pro Cycling WNT |
| ------------------------- | ------------------------- | ------------------------- |
| Nr.                       | Rytter                    | Placering                 |
| 61                        | Erica Magnaldi (ITA)      | 10.                       |
| 62                        | Kathrin Hammes (GER)      | DNF                       |
| 63                        | Laura Asencio (FRA)       | DNF                       |
| 64                        | Ane Santesteban (ESP)     | 18.                       |
| 65                        | Aafke Soet (NED)          | DNF                       |
| 66                        | Lara Vieceli (ITA)        | DNF                       |

| Virtu Cycling Women TVC | Virtu Cycling Women TVC | Virtu Cycling Women TVC |
| ----------------------- | ----------------------- | ----------------------- |
| Nr.                     | Rytter                  | Placering               |
| 71                      | Sofia Bertizzolo (ITA)  | 35.                     |
| 72                      | Katrine Aalerud (NOR)   | 23.                     |
| 73                      | Louise Norman Hansen    | DNF                     |
| 74                      | Anouska Koster (NED)    | 26.                     |
| 75                      | Rachel Neylan (AUS)     | 25.                     |
| 76                      | Sara Penton (SWE)       | DNF                     |

| Valcar Cylance VAL | Valcar Cylance VAL              | Valcar Cylance VAL |
| ------------------ | ------------------------------- | ------------------ |
| Nr.                | Rytter                          | Placering          |
| 81                 | Elisa Balsamo (ITA)             | 42.                |
| 82                 | Marta Cavalli (ITA) (landevej)  | 13.                |
| 83                 | Maria Giulia Confalonieri (ITA) | 49.                |
| 84                 | Dalia Muccioli (ITA)            | DNF                |
| 85                 | Silvia Persico (ITA)            | DNF                |
| 86                 | Silvia Pollicini (ITA)          | DNF                |

| Movistar Team MOV | Movistar Team MOV                    | Movistar Team MOV |
| ----------------- | ------------------------------------ | ----------------- |
| Nr.               | Rytter                               | Placering         |
| 91                | Mavi García (ESP)                    | 24.               |
| 92                | Alicia González Blanco (ESP)         | DNF               |
| 93                | Małgorzata Jasińska (POL) (landevej) | 15.               |
| 94                | Aude Biannic (FRA) (landevej)        | DNF               |
| 95                | Eider Merino (ESP)                   | 30.               |
| 96                | Sheyla Gutiérrez (ESP)               | DNF               |

| Tibco-Silicon Valley Bank TIB | Tibco-Silicon Valley Bank TIB | Tibco-Silicon Valley Bank TIB |
| ----------------------------- | ----------------------------- | ----------------------------- |
| Nr.                           | Rytter                        | Placering                     |
| 101                           | Brodie Chapman (AUS)          | 28.                           |
| 103                           | Alison Jackson (CAN)          | 14.                           |
| 104                           | Kendall Ryan (USA)            | DNF                           |
| 105                           | Rozanne Slik (NED)            | DNF                           |
| 106                           | Lauren Stephens (USA)         | DNF                           |

| Parkhotel Valkenburg PHV | Parkhotel Valkenburg PHV | Parkhotel Valkenburg PHV |
| ------------------------ | ------------------------ | ------------------------ |
| Nr.                      | Rytter                   | Placering                |
| 111                      | Nina Buysman (NED)       | DNF                      |
| 112                      | Belle De Gast (NED)      |                          |
| 113                      | Loes Adegeest (NED)      | DNF                      |
| 114                      | Demi Vollering (NED)     | 17.                      |
| 115                      | Esther van Veen (NED)    | DNF                      |

| Alé Cipollini ALE | Alé Cipollini ALE             | Alé Cipollini ALE |
| ----------------- | ----------------------------- | ----------------- |
| Nr.               | Rytter                        | Placering         |
| 121               | Giorgia Bariani (ITA)         | DNF               |
| 122               | Soraya Paladin (ITA)          | 9.                |
| 123               | Diana Peñuela (COL)           | 37.               |
| 124               | Anna Trevisi (ITA)            | DNF               |
| 125               | Jessica Raimondi (ITA)        | DNF               |
| 126               | Eri Yonamine (JPN) (landevej) | 27.               |

| FDJ-Nouvelle Aquitaine-Futuroscope FDJ | FDJ-Nouvelle Aquitaine-Futuroscope FDJ | FDJ-Nouvelle Aquitaine-Futuroscope FDJ |
| -------------------------------------- | -------------------------------------- | -------------------------------------- |
| Nr.                                    | Rytter                                 | Placering                              |
| 131                                    | Emilia Fahlin (SWE) (landevej)         | 7.                                     |
| 132                                    | Charlotte Bravard (FRA)                | DNF                                    |
| 133                                    | Eugénie Duval (FRA)                    | DNF                                    |
| 134                                    | Shara Gillow (AUS)                     | 29.                                    |
| 135                                    | Victorie Guilman (FRA)                 | 38.                                    |
| 136                                    | Évita Muzic (FRA)                      |                                        |

| Bigla BIG | Bigla BIG                   | Bigla BIG |
| --------- | --------------------------- | --------- |
| Nr.       | Rytter                      | Placering |
| 141       | Cecilie Uttrup Ludwig (DEN) | 3.        |
| 142       | Elise Chabbey (SUI)         | 44.       |
| 143       | Mikayla Harvey (NZL)        | DNF       |
| 144       | Elizabeth Banks (GBR)       | DNF       |
| 145       | Leah Thomas (USA)           | 22.       |
| 146       | Sophie Wright (GBR)         | 39.       |

| BTC City Ljubljana BTC | BTC City Ljubljana BTC   | BTC City Ljubljana BTC |
| ---------------------- | ------------------------ | ---------------------- |
| Nr.                    | Rytter                   | Placering              |
| 151                    | Anastasia Chursina (RUS) | 4.                     |
| 152                    | Anja Longyka (SLO)       | DNF                    |
| 153                    | Hanna Nilsson (SWE)      | 19.                    |
| 154                    | Urša Pintar (SLO)        | 31.                    |
| 155                    | Mia Radotić (CRO)        | DNF                    |
| 156                    | Urška Žigart (SLO)       |                        |

| Astana Women's Team ASA | Astana Women's Team ASA    | Astana Women's Team ASA |
| ----------------------- | -------------------------- | ----------------------- |
| Nr.                     | Rytter                     | Placering               |
| 161                     | Amiliya Iskakova (KAZ)     | DNF                     |
| 162                     | Elena Pirrone (ITA)        | DNF                     |
| 163                     | Olha Sjekel (UKR)          | 47.                     |
| 164                     | Natalya Saifutdinova (KAZ) | DNF                     |
| 165                     | Lizbeth Salazar (MEX)      | DNF                     |
| 166                     | Arlenis Sierra (CUB)       | 43.                     |

| Aromitalia Vaiano VAI | Aromitalia Vaiano VAI  | Aromitalia Vaiano VAI |
| --------------------- | ---------------------- | --------------------- |
| Nr.                   | Rytter                 | Placering             |
| 171                   | Rasa Leleivytė (LTU)   | 16.                   |
| 172                   | Sofia Beggin (ITA)     | DNF                   |
| 173                   | Letizia Borghesi (ITA) | DNF                   |
| 174                   | Angelica Brogi (ITA)   | DNF                   |
| 175                   | Michela Balducci (ITA) | 51.                   |
| 176                   | Nicole Nesti (ITA)     | DNF                   |

| Servetto-Piumate-Beltrami TSA SER | Servetto-Piumate-Beltrami TSA SER | Servetto-Piumate-Beltrami TSA SER |
| --------------------------------- | --------------------------------- | --------------------------------- |
| Nr.                               | Rytter                            | Placering                         |
| 181                               | Sara Casasola (ITA)               | DNF                               |
| 182                               | Aleksandra Goncharova (RUS)       | DNF                               |
| 183                               | Kseniya Dobrynina (RUS)           | DNF                               |
| 184                               | Mónika Király (HUN)               | DNF                               |
| 185                               | Anna Potokina (RUS)               | 58.                               |
| 186                               | Jevhenija Vysotska (UKR)          | DNF                               |

| Bepink BPK | Bepink BPK             | Bepink BPK |
| ---------- | ---------------------- | ---------- |
| Nr.        | Rytter                 | Placering  |
| 191        | Tatiana Guderzo (ITA)  | 20.        |
| 192        | Rachele Barbieri (ITA) | DNF        |
| 193        | Vania Canvelli (ITA)   | 50.        |
| 194        | Silvia Magri (ITA)     | DNF        |
| 195        | Katia Ragusa (ITA)     | 36.        |
| 196        | Chiara Perini (ITA)    | DNF        |

| Eurotarget-Bianchi-Vitasana SBT | Eurotarget-Bianchi-Vitasana SBT | Eurotarget-Bianchi-Vitasana SBT |
| ------------------------------- | ------------------------------- | ------------------------------- |
| Nr.                             | Rytter                          | Placering                       |
| 201                             | Arianna Fidanza (ITA)           | DNF                             |
| 202                             | Debora Silvestri (ITA)          | DNF                             |
| 203                             | Ana Maria Covrig (ROU)          | 57.                             |
| 204                             | Clemilda Fernandes (BRA)        |                                 |
| 205                             | Alice Gasparini (ITA)           | DNF                             |
| 206                             | Lisa Morzenti (ITA)             | DNF                             |

| Top Girls Fassa Bortolo TOP | Top Girls Fassa Bortolo TOP | Top Girls Fassa Bortolo TOP |
| --------------------------- | --------------------------- | --------------------------- |
| Nr.                         | Rytter                      | Placering                   |
| 211                         | Iris Monticolo (ITA)        | DNF                         |
| 212                         | Elena Leonardi (ITA)        | DNF                         |
| 213                         | Greta Marturano (ITA)       | 41.                         |
| 214                         | Maja Perinovic (CRO)        | DNF                         |
| 215                         | Martina Stefani (ITA)       | DNF                         |
| 216                         | Laura Tomasi (ITA)          | DNF                         |

| Canyon-SRAM Racing CSR | Canyon-SRAM Racing CSR            | Canyon-SRAM Racing CSR |
| ---------------------- | --------------------------------- | ---------------------- |
| Nr.                    | Rytter                            | Placering              |
| 1                      | Katarzyna Niewiadoma (POL)        | 6.                     |
| 2                      | Alena Amjaljusik (BLR) (landevej) | 40.                    |
| 3                      | Hannah Barnes (GBR)               | 54.                    |
| 4                      | Elena Cecchini (ITA)              | 5.                     |
| 5                      | Ella Harris (NZL)                 | 52.                    |
| 6                      | Omer Shapira (ISR) (landevej)     | 46.                    |

| Boels Dolmans DLT | Boels Dolmans DLT              | Boels Dolmans DLT |
| ----------------- | ------------------------------ | ----------------- |
| Nr.               | Rytter                         | Placering         |
| 11                | Chantal Blaak (NED) (landevej) | 11.               |
| 12                | Karol-Ann Canuel (CAN)         | DNF               |
| 13                | Eva Buurman (NED)              | DNF               |
| 14                | Katie Hall (USA)               | 45.               |
| 15                | Skylar Schneider (USA)         | DNF               |
| 16                | Jip van den Bos (NED)          | DNF               |

| Mitchelton-Scott MTS | Mitchelton-Scott MTS | Mitchelton-Scott MTS |
| -------------------- | -------------------- | -------------------- |
| Nr.                  | Rytter               | Placering            |
| 21                   | Amanda Spratt (AUS)  | 2.                   |
| 22                   | Grace Brown (AUS)    | DNF                  |
| 23                   | Gracie Elvin (AUS)   | DNF                  |
| 24                   | Lucy Kennedy (AUS)   | 34.                  |
| 25                   | Sarah Roy (AUS)      | DNF                  |
| 26                   | Jessica Allen (AUS)  | DNF                  |

| CCC-Liv CCC | CCC-Liv CCC                             | CCC-Liv CCC |
| ----------- | --------------------------------------- | ----------- |
| Nr.         | Rytter                                  | Placering   |
| 31          | Marianne Vos (NED)                      | 1.          |
| 32          | Jeanne Korevaar (NED)                   | 48.         |
| 33          | Riejanne Markus (NED)                   | 53.         |
| 34          | Ashleigh Moolman-Pasio (RSA) (landevej) | 12.         |
| 35          | Pauliena Rooijakkers (NED)              | DNF         |

| Trek-Segafredo TFS | Trek-Segafredo TFS            | Trek-Segafredo TFS |
| ------------------ | ----------------------------- | ------------------ |
| Nr.                | Rytter                        | Placering          |
| 41                 | Audrey Cordon-Ragot (FRA)     | DNF                |
| 42                 | Elisa Longo Borghini (ITA)    | 33.                |
| 43                 | Jolanda Neff (SUI) (landevej) | DNF                |
| 44                 | Anna Plichta (POL)            | DNF                |
| 45                 | Tayler Wiles (USA)            | 55.                |
| 46                 | Ruth Winder (USA)             | DNF                |

| Sunweb SUN | Sunweb SUN                     | Sunweb SUN |
| ---------- | ------------------------------ | ---------- |
| Nr.        | Rytter                         | Placering  |
| 51         | Floortje Mackaij (NED)         | 21.        |
| 52         | Georgi Pfeiffer (GBR)          | DNF        |
| 53         | Leah Kirchmann (CAN)           | 32.        |
| 54         | Juliette Labous (FRA)          | DNF        |
| 55         | Liane Lippert (GER) (landevej) | 56.        |
| 56         | Coryn Rivera (USA) (landevej)  | 8.         |

| WNT-Rotor Pro Cycling WNT | WNT-Rotor Pro Cycling WNT | WNT-Rotor Pro Cycling WNT |
| ------------------------- | ------------------------- | ------------------------- |
| Nr.                       | Rytter                    | Placering                 |
| 61                        | Erica Magnaldi (ITA)      | 10.                       |
| 62                        | Kathrin Hammes (GER)      | DNF                       |
| 63                        | Laura Asencio (FRA)       | DNF                       |
| 64                        | Ane Santesteban (ESP)     | 18.                       |
| 65                        | Aafke Soet (NED)          | DNF                       |
| 66                        | Lara Vieceli (ITA)        | DNF                       |

| Virtu Cycling Women TVC | Virtu Cycling Women TVC | Virtu Cycling Women TVC |
| ----------------------- | ----------------------- | ----------------------- |
| Nr.                     | Rytter                  | Placering               |
| 71                      | Sofia Bertizzolo (ITA)  | 35.                     |
| 72                      | Katrine Aalerud (NOR)   | 23.                     |
| 73                      | Louise Norman Hansen    | DNF                     |
| 74                      | Anouska Koster (NED)    | 26.                     |
| 75                      | Rachel Neylan (AUS)     | 25.                     |
| 76                      | Sara Penton (SWE)       | DNF                     |

| Valcar Cylance VAL | Valcar Cylance VAL              | Valcar Cylance VAL |
| ------------------ | ------------------------------- | ------------------ |
| Nr.                | Rytter                          | Placering          |
| 81                 | Elisa Balsamo (ITA)             | 42.                |
| 82                 | Marta Cavalli (ITA) (landevej)  | 13.                |
| 83                 | Maria Giulia Confalonieri (ITA) | 49.                |
| 84                 | Dalia Muccioli (ITA)            | DNF                |
| 85                 | Silvia Persico (ITA)            | DNF                |
| 86                 | Silvia Pollicini (ITA)          | DNF                |

| Movistar Team MOV | Movistar Team MOV                    | Movistar Team MOV |
| ----------------- | ------------------------------------ | ----------------- |
| Nr.               | Rytter                               | Placering         |
| 91                | Mavi García (ESP)                    | 24.               |
| 92                | Alicia González Blanco (ESP)         | DNF               |
| 93                | Małgorzata Jasińska (POL) (landevej) | 15.               |
| 94                | Aude Biannic (FRA) (landevej)        | DNF               |
| 95                | Eider Merino (ESP)                   | 30.               |
| 96                | Sheyla Gutiérrez (ESP)               | DNF               |

| Tibco-Silicon Valley Bank TIB | Tibco-Silicon Valley Bank TIB | Tibco-Silicon Valley Bank TIB |
| ----------------------------- | ----------------------------- | ----------------------------- |
| Nr.                           | Rytter                        | Placering                     |
| 101                           | Brodie Chapman (AUS)          | 28.                           |
| 103                           | Alison Jackson (CAN)          | 14.                           |
| 104                           | Kendall Ryan (USA)            | DNF                           |
| 105                           | Rozanne Slik (NED)            | DNF                           |
| 106                           | Lauren Stephens (USA)         | DNF                           |

| Parkhotel Valkenburg PHV | Parkhotel Valkenburg PHV | Parkhotel Valkenburg PHV |
| ------------------------ | ------------------------ | ------------------------ |
| Nr.                      | Rytter                   | Placering                |
| 111                      | Nina Buysman (NED)       | DNF                      |
| 112                      | Belle De Gast (NED)      |                          |
| 113                      | Loes Adegeest (NED)      | DNF                      |
| 114                      | Demi Vollering (NED)     | 17.                      |
| 115                      | Esther van Veen (NED)    | DNF                      |

| Alé Cipollini ALE | Alé Cipollini ALE             | Alé Cipollini ALE |
| ----------------- | ----------------------------- | ----------------- |
| Nr.               | Rytter                        | Placering         |
| 121               | Giorgia Bariani (ITA)         | DNF               |
| 122               | Soraya Paladin (ITA)          | 9.                |
| 123               | Diana Peñuela (COL)           | 37.               |
| 124               | Anna Trevisi (ITA)            | DNF               |
| 125               | Jessica Raimondi (ITA)        | DNF               |
| 126               | Eri Yonamine (JPN) (landevej) | 27.               |

| FDJ-Nouvelle Aquitaine-Futuroscope FDJ | FDJ-Nouvelle Aquitaine-Futuroscope FDJ | FDJ-Nouvelle Aquitaine-Futuroscope FDJ |
| -------------------------------------- | -------------------------------------- | -------------------------------------- |
| Nr.                                    | Rytter                                 | Placering                              |
| 131                                    | Emilia Fahlin (SWE) (landevej)         | 7.                                     |
| 132                                    | Charlotte Bravard (FRA)                | DNF                                    |
| 133                                    | Eugénie Duval (FRA)                    | DNF                                    |
| 134                                    | Shara Gillow (AUS)                     | 29.                                    |
| 135                                    | Victorie Guilman (FRA)                 | 38.                                    |
| 136                                    | Évita Muzic (FRA)                      |                                        |

| Bigla BIG | Bigla BIG                   | Bigla BIG |
| --------- | --------------------------- | --------- |
| Nr.       | Rytter                      | Placering |
| 141       | Cecilie Uttrup Ludwig (DEN) | 3.        |
| 142       | Elise Chabbey (SUI)         | 44.       |
| 143       | Mikayla Harvey (NZL)        | DNF       |
| 144       | Elizabeth Banks (GBR)       | DNF       |
| 145       | Leah Thomas (USA)           | 22.       |
| 146       | Sophie Wright (GBR)         | 39.       |

| BTC City Ljubljana BTC | BTC City Ljubljana BTC   | BTC City Ljubljana BTC |
| ---------------------- | ------------------------ | ---------------------- |
| Nr.                    | Rytter                   | Placering              |
| 151                    | Anastasia Chursina (RUS) | 4.                     |
| 152                    | Anja Longyka (SLO)       | DNF                    |
| 153                    | Hanna Nilsson (SWE)      | 19.                    |
| 154                    | Urša Pintar (SLO)        | 31.                    |
| 155                    | Mia Radotić (CRO)        | DNF                    |
| 156                    | Urška Žigart (SLO)       |                        |

| Astana Women's Team ASA | Astana Women's Team ASA    | Astana Women's Team ASA |
| ----------------------- | -------------------------- | ----------------------- |
| Nr.                     | Rytter                     | Placering               |
| 161                     | Amiliya Iskakova (KAZ)     | DNF                     |
| 162                     | Elena Pirrone (ITA)        | DNF                     |
| 163                     | Olha Sjekel (UKR)          | 47.                     |
| 164                     | Natalya Saifutdinova (KAZ) | DNF                     |
| 165                     | Lizbeth Salazar (MEX)      | DNF                     |
| 166                     | Arlenis Sierra (CUB)       | 43.                     |

| Aromitalia Vaiano VAI | Aromitalia Vaiano VAI  | Aromitalia Vaiano VAI |
| --------------------- | ---------------------- | --------------------- |
| Nr.                   | Rytter                 | Placering             |
| 171                   | Rasa Leleivytė (LTU)   | 16.                   |
| 172                   | Sofia Beggin (ITA)     | DNF                   |
| 173                   | Letizia Borghesi (ITA) | DNF                   |
| 174                   | Angelica Brogi (ITA)   | DNF                   |
| 175                   | Michela Balducci (ITA) | 51.                   |
| 176                   | Nicole Nesti (ITA)     | DNF                   |

| Servetto-Piumate-Beltrami TSA SER | Servetto-Piumate-Beltrami TSA SER | Servetto-Piumate-Beltrami TSA SER |
| --------------------------------- | --------------------------------- | --------------------------------- |
| Nr.                               | Rytter                            | Placering                         |
| 181                               | Sara Casasola (ITA)               | DNF                               |
| 182                               | Aleksandra Goncharova (RUS)       | DNF                               |
| 183                               | Kseniya Dobrynina (RUS)           | DNF                               |
| 184                               | Mónika Király (HUN)               | DNF                               |
| 185                               | Anna Potokina (RUS)               | 58.                               |
| 186                               | Jevhenija Vysotska (UKR)          | DNF                               |

| Bepink BPK | Bepink BPK             | Bepink BPK |
| ---------- | ---------------------- | ---------- |
| Nr.        | Rytter                 | Placering  |
| 191        | Tatiana Guderzo (ITA)  | 20.        |
| 192        | Rachele Barbieri (ITA) | DNF        |
| 193        | Vania Canvelli (ITA)   | 50.        |
| 194        | Silvia Magri (ITA)     | DNF        |
| 195        | Katia Ragusa (ITA)     | 36.        |
| 196        | Chiara Perini (ITA)    | DNF        |

| Eurotarget-Bianchi-Vitasana SBT | Eurotarget-Bianchi-Vitasana SBT | Eurotarget-Bianchi-Vitasana SBT |
| ------------------------------- | ------------------------------- | ------------------------------- |
| Nr.                             | Rytter                          | Placering                       |
| 201                             | Arianna Fidanza (ITA)           | DNF                             |
| 202                             | Debora Silvestri (ITA)          | DNF                             |
| 203                             | Ana Maria Covrig (ROU)          | 57.                             |
| 204                             | Clemilda Fernandes (BRA)        |                                 |
| 205                             | Alice Gasparini (ITA)           | DNF                             |
| 206                             | Lisa Morzenti (ITA)             | DNF                             |

| Top Girls Fassa Bortolo TOP | Top Girls Fassa Bortolo TOP | Top Girls Fassa Bortolo TOP |
| --------------------------- | --------------------------- | --------------------------- |
| Nr.                         | Rytter                      | Placering                   |
| 211                         | Iris Monticolo (ITA)        | DNF                         |
| 212                         | Elena Leonardi (ITA)        | DNF                         |
| 213                         | Greta Marturano (ITA)       | 41.                         |
| 214                         | Maja Perinovic (CRO)        | DNF                         |
| 215                         | Martina Stefani (ITA)       | DNF                         |
| 216                         | Laura Tomasi (ITA)          | DNF                         |